# Hoplolygris straminea
Hoplolygris straminea är en fjärilsart som beskrevs av W. Warren 1897. Hoplolygris straminea ingår i släktet Hoplolygris och familjen mätare. Inga underarter finns listade i Catalogue of Life.